# ناقلة مايتي سيرفانت 1
ناقلة مايتي سيرفانت 1 (بالإنجليزية: Mighty ervant 1) هي ناقلة بحرية حمولة 29.000 طن تستطيع حمل ونقل سفن كبيرة وومناصات بحرية لاستخراج النفط وتوصيلها من ميناء تصنيعها إلى مكانها في البحر. وقد بنيت لشركة «فيسمولر ترانسبوبت» الهولندية، التي تلاحمت مع شركة «دوك إكسبريس شيبينغ» لتصبح مجموعة «دوكوايز شيبينغ بي في» ومقرها في بريدا، لتقوم بعمليات الحمل والنقل البحري الثقيل. 
تستطيع الناقلة مايتي سيرفانت 1 حمل منصات النفط البحرية ووالأحواض الجافة العائمة التي تستخدم في تصليح السفن.
 
كان عرضها أصلا 40 متر، ثم زيد عرضها في عام 1999 ليصبح 50 مترا ن وذلك للقيام بحمل حلقة إنتاج 
P36.

## أشغالها
تستطيع مايتي سيرفانت 1 حمل أثقل أنواع وحدات الحفر النصف غاطسة، ومنصات مراقبة البيئة في أعماق البحار ومنصات إنتاج النفط، وغيرها من الوحدات البحرية الثقيلة.
- Mighty Servant 1  تحمل حافرة الآبار "سيفان برازيل" من ميناء سانت لويس / ماوريتيوس.

## طريقة عملها
تتكون الناقلة اساسيا من برج قائد السفينة ومسطح بطول السفينة وبرجين عن مؤخرة الناقلة، وهي مقسمة إلى حجرات يمكن ملئها بالماء فتغطس الناقلة جزئيا تحت سطح الماء إلى عمق يصل إلى 18 متر. عندئذ تقوم رفاصات بجر منصة النفط المطلوب نقلها من الميناء، ليتم وضعها وتثبيتها على سطح الناقلة. وبعد الانتهاء من تثبيت الحمولة عليها تبدأ الناقلة بتفريغ الماء من حجراتها فترتفع الناقلة فوق سطح الماء وبهذا تستطيع القيام برحلتها في البحر لتوصيل منصة النفط إلى موقعها في البحر (أنظر الجدول).

## وصلات خارجية
- Mighty Servant 1 hauling a Navy drydock
- Photos of sister ship Mighty Servant 2 hauling USS Samuel B. Roberts (FFG 58)
- Photos of the wreck of sister ship Mighty Servant 2
- Mighty Servant 1 at Dockwise Shipping
- Dockwise Shipping B.V.
- Mighty Servant leaving for sea

## اقرأ أيضا
- ناقلة دوكوايز فانجارد
- ناقلة بلو مارلين
- سفن مجموعة أوليمبيك
- ناقلة نفط
- ناقلة نفط ، تصنيف تي أي
- ناقلة تموين روبرت بيري
- حاملة طائرات
- سفينة سياحية